# Ischnura aurora
Ischnura aurora är en trollsländeart. Ischnura aurora ingår i släktet Ischnura och familjen dammflicksländor. IUCN kategoriserar arten globalt som livskraftig.

## Underarter
Arten delas in i följande underarter:
- I. a. aurora
- I. a. rubilio
- I. a. viduata

## Bildgalleri

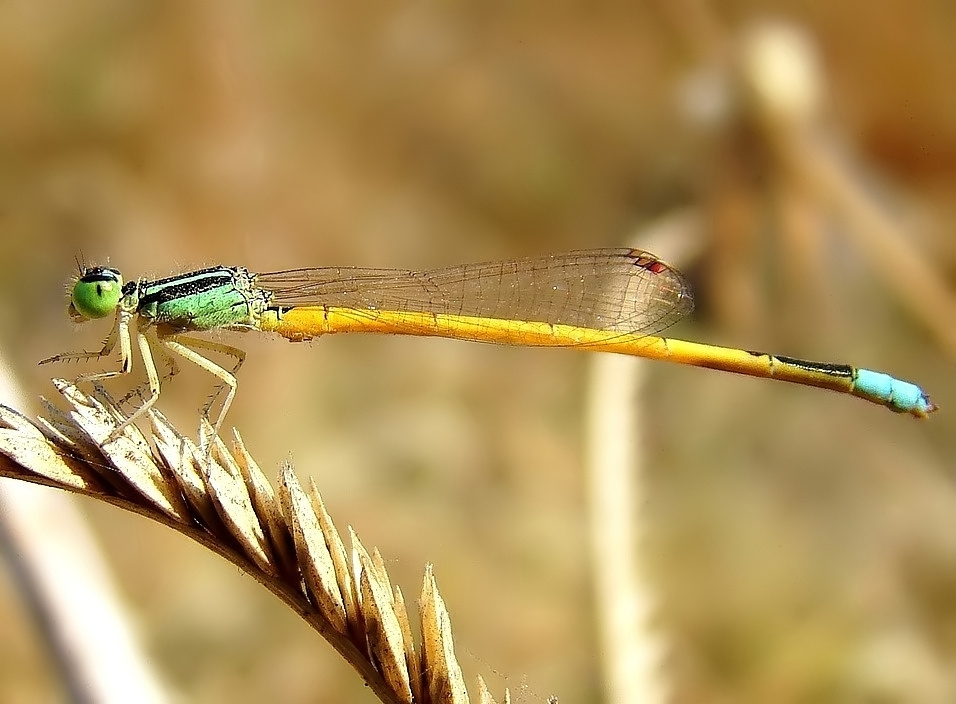
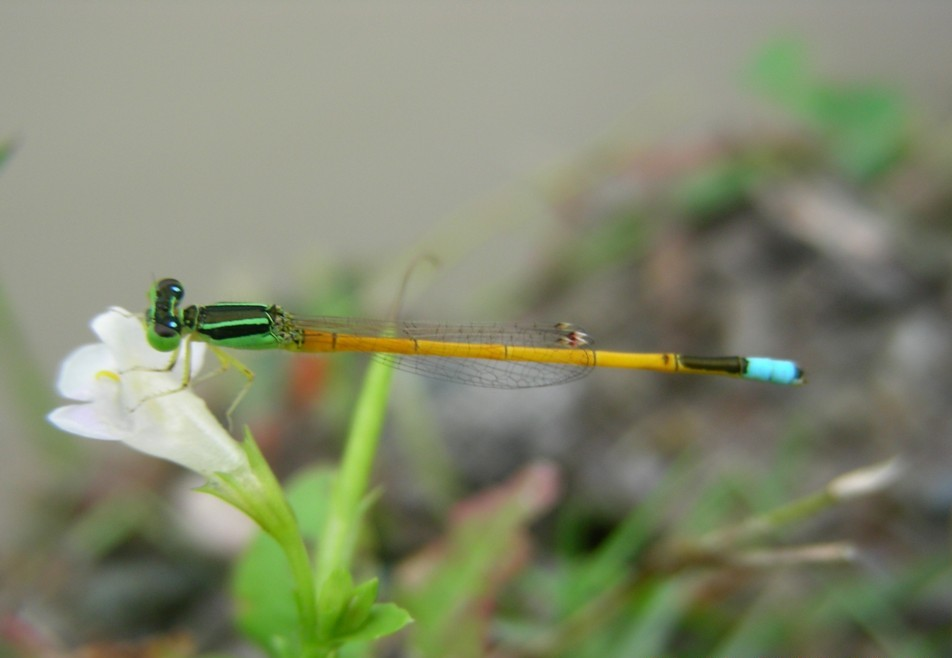
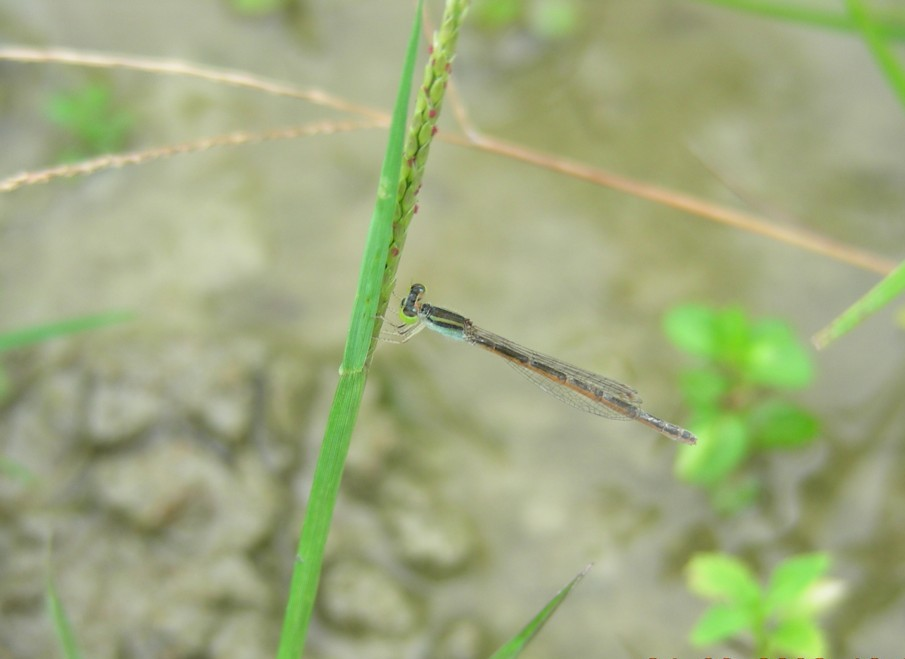
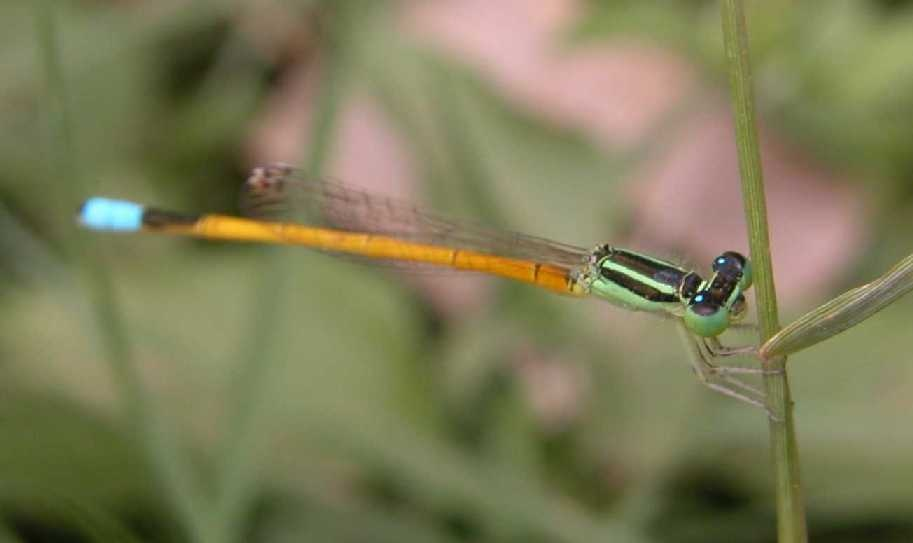
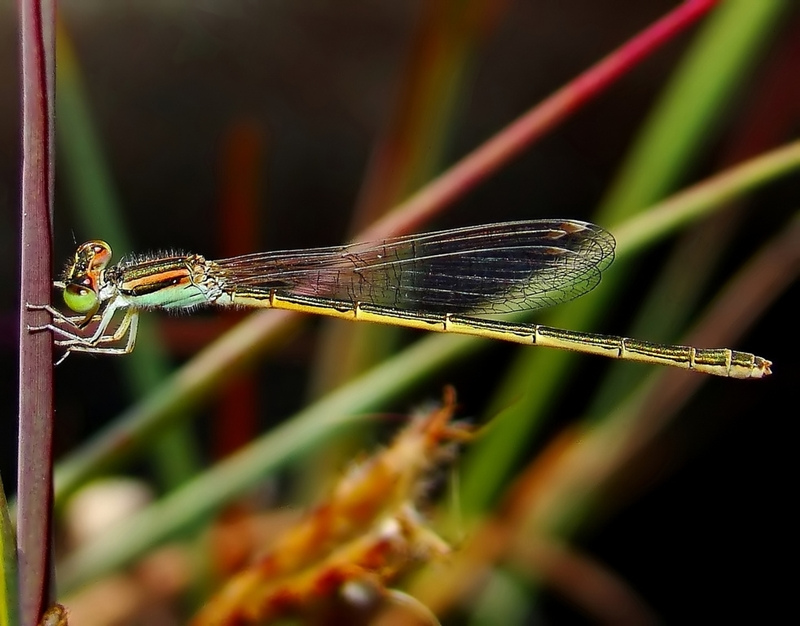
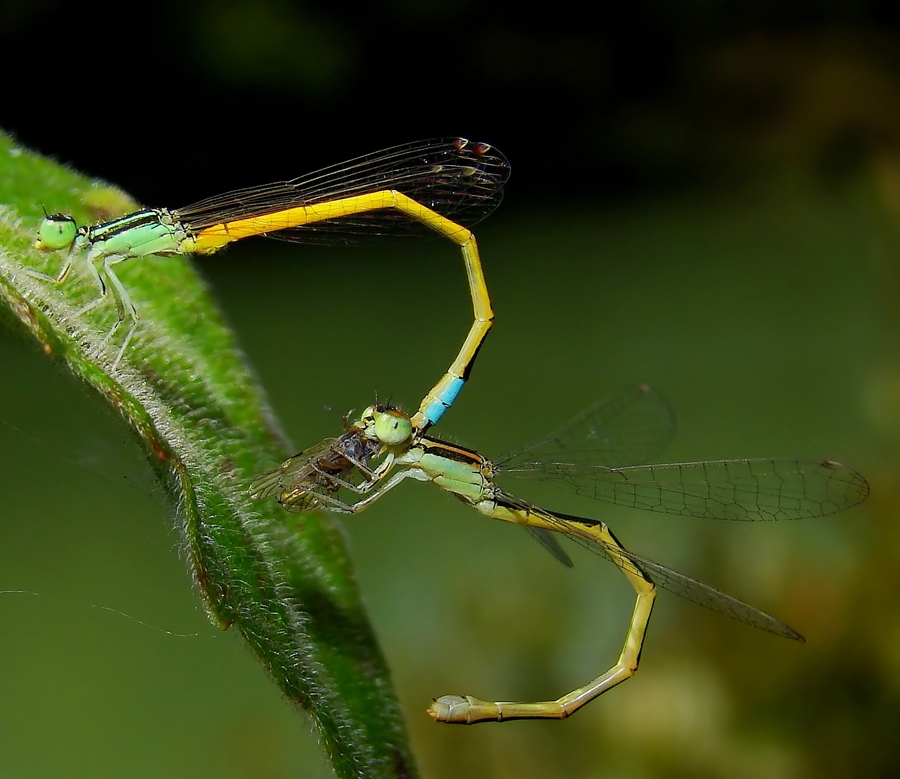
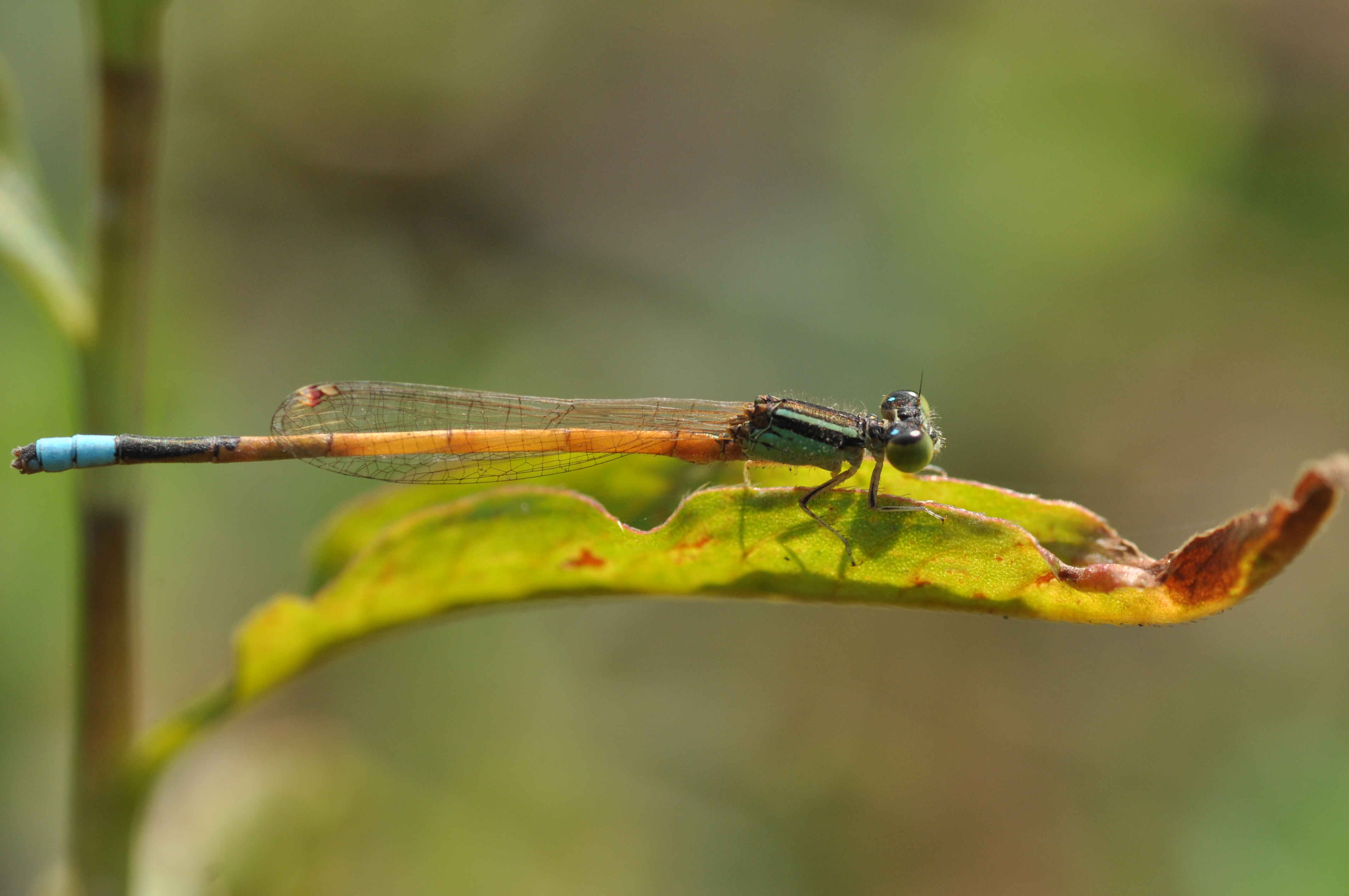